# Boccia op de Europese kampioenschappen parasporten 2023
Het Bocciatoernooi op de Europese kampioenschappen parasporten 2023 werd van 8 tot en met 10 augustus gehouden in Rotterdam. Het toernooi omvatte vier onderdelen voor mannen, vier voor vrouwen, een onderdeel voor gemengde teams en twee onderdelen voor gemengde duos.
De winnaars van gemengde onderdelen kwalificeerden zich voor de Paralympische Zomerspelen 2024.

## Medaillewinnaars

### Mannen
| Onderdeel            | Goud                               | Zilver                          | Brons                               |
| -------------------- | ---------------------------------- | ------------------------------- | ----------------------------------- |
| Mannen BC1           | Daniël Perez Nederland             | David Smith Verenigd Koninkrijk | André Ramos Portugal                |
| Mannen BC2           | Nadav Levi Israël                  | Róbert Mezík Slovenië           | Francis Rombouts België             |
| Mannen BC3           | Grigoris Polychronidis Griekenland | Will Arnott Verenigd Koninkrijk | Damian Iskrzycki Polen              |
| Mannen BC4           | Davor Komar Kroatië                | Radek Prochazka Tsjechië        | Stephen McGuire Verenigd Koninkrijk |
| Vrouwen BC1          | Amagoia Arrieta Spanje             | Kinga Koza Polen                | Bat-el Breitman Hacoen Israël       |
| Vrouwen BC2          | Chantal van Engelen Nederland      | Ana Catarina Correia Portugal   | Claire Taggart Verenigd Koninkrijk  |
| Vrouwen BC3          | Sonia Heckel Frankrijk             | Edyta Owczarz Polen             | Maria Bjurstrom Zweden              |
| Vrouwen BC4          | Carla Oliveira Portugal            | Alexandra Szabo Hongarije       | Chrysi Morfi Metzou Griekenland     |
| Gemengd team BC1-BC2 | Nederland                          | Verenigd Koninkrijk             | Portugal                            |
| Gemengd duo BC3      | Tsjechië                           | Polen                           | Griekenland                         |
| Gemengd duo BC4      | Oekraïne                           | Verenigd Koninkrijk             | Portugal                            |